# Singa chota
Singa chota là một loài nhện trong họ Araneidae.
Loài này thuộc chi Singa. Singa chota được Benoy Krishna Tikader miêu tả năm 1970.